# Charroux (Vienne)
Charroux é uma comuna francesa na região administrativa da Nova Aquitânia, no departamento de Vienne. Estende-se por uma área de 44,29 km². Em 2010 a comuna tinha 1 162 habitantes (densidade: 26,2 hab./km²).
Pertence à rede das As mais belas aldeias de França.